# Ipomoea stibaropoda
Ipomoea stibaropoda är en vindeväxtart som beskrevs av V. Ooststr. Ipomoea stibaropoda ingår i släktet praktvindor, och familjen vindeväxter. Inga underarter finns listade i Catalogue of Life.